# Campeonato Mundial de Patinaje Artístico sobre Hielo de 2014 – Clasificación
El CIV Campeonato Mundial de Patinaje Artístico sobre Hielo se realizó en Saitama (Japón) del 25 al 30 de marzo de 2014. Fue organizado por la Unión Internacional de Patinaje sobre Hielo (ISU) y la Federación Japonesa de Patinaje sobre Hielo.
Las competiciones se llevaron a cabo en la Saitama Super Arena de la ciudad nipona.

## Clasificación
Todos los patinadores —pertenecientes a países miembros de la ISU— que hayan cumplido mínimo 15 años antes del 1 de julio de 2013 fueron elegibles para competir en el Campeonato Mundial de Patinaje Artístico sobre Hielo. Las asociaciones nacionales seleccionaron sus representantes sobre la base de sus propios criterios. Sin embargo, las reglas de la ISU ordenan que los patinadores deben haber alcanzado el puntaje técnico mínimo en un evento internacional anterior al Campeonato Mundial para poder ser elegibles como participantes.

### TES mínimo
| Puntaje técnico mínimo (TES) | Puntaje técnico mínimo (TES) | Puntaje técnico mínimo (TES) |
| Disciplina | SP / SD                      | FS / FD                      |
| Masculino | 34                           | 63                           |
| Femenino | 26                           | 46                           |
| Parejas | 24                           | 41                           |
| Danza | 28                           | 38                           |
| --- | ---------------------------- | ---------------------------- |
| El puntaje debe ser obtenido en un evento de la ISU en la temporada en curso o en la anterior. Los puntajes de SP y FS pueden obtenerse en eventos diferentes. |                              |                              |

### Número de participantes por disciplina
Sobre la base de los resultados del Campeonato Mundial de Patinaje Artístico sobre Hielo de 2013, cada nación miembro de la ISU pudo obtener de una a tres entradas por disciplina.
| Lugares                                              | Masculino                                                        | Femenino                           | Parejas                                              | Danza                           |
| ---------------------------------------------------- | ---------------------------------------------------------------- | ---------------------------------- | ---------------------------------------------------- | ------------------------------- |
| 3                                                    | Canadá · Japón                                                   | Japón Corea del Sur Estados Unidos | Canadá · Rusia                                       | Canadá · Rusia · Estados Unidos |
| 2                                                    | República Checa · Francia · Kazajistán · España · Estados Unidos | Canadá · China · Italia · Rusia    | China · Francia · Alemania · Italia · Estados Unidos | Francia · Alemania · Italia     |
| Los países no listados consiguieron solo una entrada |                                                                  |                                    |                                                      |                                 |

## Participantes
| País            | Hombres                                      | Mujeres                                  | Parejas                                                                                              | Danza sobre hielo                                                                                              |
| --------------- | -------------------------------------------- | ---------------------------------------- | --- | --- |
| Armenia         | Slavik Harapetian                            |                                          | | |
| Australia       | Brendan Kerry                                | Brooklee Han                             | | Danielle O'Brien / Gregory Merriman                                                                            |
| Austria         | Viktor Pfeifer                               | Kerstin Frank                            | Miriam Ziegler / Severin Kiefer                                                                      | |
| Azerbaiyán      |                                              |                                          | | Yuliya Zlobina / Alexei Sitnikov                                                                               |
| Bélgica         | Jorik Hendrickx                              |                                          | | |
| Bielorrusia     |                                              |                                          | Mariya Paliakova / Nikita Bochkov                                                                    | Viktoriya Kavaliova / Yuri Bieliayev                                                                           |
| Bulgaria        |                                              |                                          | Elizaveta Makarova / Leri Kenchadze                                                                  | |
| Canadá          | Kevin Reynolds Elladj Baldé Nam Nguyen       | Kaetlyn Osmond Gabrielle Daleman         | Meagan Duhamel / Eric Radford Kirsten Moore-Towers / Dylan Moscovitch Paige Lawrence / Rudi Swiegers | Kaitlyn Weaver / Andrew Poje Alexandra Paul / Mitchell Islam Piper Gilles / Paul Poirier                       |
| China           | Yan Han                                      | Li Zijun Zhang Kexin                     | Peng Cheng / Zhang Hao Sui Wenjing / Han Cong                                                        | |
| República Checa | Michal Březina Tomáš Verner                  | Eliška Březinová                         | | Gabriela Kubová / Matěj Novák                                                                                  |
| Dinamarca       | Justus Strid                                 | Anita Madsen                             | | Laurence Fournier Beaudry / Nikolaj Sørensen                                                                   |
| Estonia         | Viktor Romanenkov                            | Jelena Glebova                           | Natalja Zabijako / Alexandr Zaboev                                                                   | Irina Shtork / Taavi Rand                                                                                      |
| Finlandia       | Valtter Virtanen                             | Juulia Turkkila                          | | Henna Lindholm / Ossi Kanervo                                                                                  |
| Francia         | Chafik Besseghier                            | Maé-Bérénice Méité                       | Vanessa James / Morgan Ciprès Daria Popova / Bruno Massot                                            | Nathalie Péchalat / Fabian Bourzat Gabriella Papadakis / Guillaume Cizeron                                     |
| Georgia         |                                              |                                          | | Anzhelina Teleguina / Otar Dzhaparidze                                                                         |
| Alemania        | Peter Liebers                                | Nathalie Weinzierl                       | Aliona Savchenko / Robin Szolkowy Maylin Wende / Daniel Wende                                        | Tanja Kolbe / Stefano Caruso Nelli Zhiganshina / Alexander Gazsi                                               |
| Hong Kong       | Ronald Lam                                   |                                          | | |
| Hungría         |                                              |                                          | | Dóra Turóczi / Balázs Major                                                                                    |
| Israel          | Alexei Bychenko                              | Netta Schreiber                          | Andrea Davidovich / Evgeni Krasnopolski                                                              | Allison Reed / Vasili Rogov                                                                                    |
| Italia          | Ivan Righini                                 | Carolina Kostner Valentina Marchei       | Stefania Berton / Ondřej Hotárek Nicole Della Monica / Matteo Guarise                                | Anna Cappellini / Luca Lanotte Charlène Guignard / Marco Fabbri                                                |
| Japón           | Yuzuru Hanyu Tatsuki Machida Takahiko Kozuka | Akiko Suzuki Mao Asada Kanako Murakami   | Narumi Takahashi / Ryuichi Kihara                                                                    | Cathy Reed / Chris Reed                                                                                        |
| Kazajistán      | Abzal Rakimgaliev                            |                                          | | |
| Lituania        |                                              | Inga Janulevičiūtė                       | | Isabella Tobias / Deividas Stagniūnas                                                                          |
| Mónaco          | Kim Lucine                                   |                                          | | |
| Noruega         |                                              | Anne Line Gjersem                        | | |
| Filipinas       | Christopher Caluza                           | Alisson Krystle Perticheto               | | |
| Polonia         | Maciej Cieplucha                             |                                          | | Justyna Plutowska / Peter Gerber                                                                               |
| Reino Unido     | Phillip Harris                               | Jenna McCorkell                          | Amani Fancy / Christopher Boyadji                                                                    | Penny Coomes / Nicholas Buckland                                                                               |
| Rumania         | Zoltán Kelemen                               |                                          | | |
| Rusia           | Maxim Kovtun                                 | Yúliya Lipnítskaya Anna Pogorilaya       | Xeniya Stolbova / Fiodor Klimov Vera Bazarova / Yuri Larionov Yuliya Antipova / Nodari Maisuradze    | Yelena Ilinyj / Nikita Katsalapov Yekaterina Bobrova / Dmitri Soloviev Viktoriya Sinitsina / Ruslan Zhiganshin |
| Eslovaquia      |                                              | Nicole Rajičová                          | | Federica Testa / Lukáš Csölley                                                                                 |
| Corea del Sur   | Kim Jin-Seo                                  | Kim Haejin Park So-youn                  | | |
| España          | Javier Fernández López                       | Sonia Lafuente                           | | Sara Hurtado / Adrià Díaz                                                                                      |
| Suecia          | Alexander Majorov                            | Joshi Helgesson                          | | |
| Suiza           | Stéphane Walker                              | Anna Ovcharova                           | | Ramona Elsener / Florian Roost                                                                                 |
| Turquía         |                                              |                                          | | Alisa Agafonova / Alper Uçar                                                                                   |
| Ucrania         | Yakov Godorozha                              | Natalia Popova                           | Yuliya Lavrentieva / Yuri Rudyk                                                                      | |
| Estados Unidos  | Max Aaron Jeremy Abbott                      | Polina Edmunds Gracie Gold Ashley Wagner | Marissa Castelli / Simon Shnapir Felicia Zhang / Nathan Bartholomay                                  | Madison Chock / Evan Bates Maia Shibutani / Alex Shibutani Alexandra Aldridge / Daniel Eaton                   |
| Uzbekistán      | Misha Ge                                     |                                          | | |